# Amethyst
Amethyst è il primo singolo di musica classica di Yoshiki, batterista, pianista e principale compositore della rock band giapponese X JAPAN, pubblicato nel 1993.

## Tracce
1. AMETHYST - 6:20 Scritta da YOSHIKI; Prodotta da George Martin; Arrangiata da Graham Preskett; Diretta da Graham Preskett; Eseguita dalla Filarmonica di Londra
2. 今を抱きしめて Classic Version (Ima Wo Dakishimete - Classic Version) - 5:22 Scritta e prodotta da YOSHIKI Arrangiata da Dick Marx; Diretta da Dick Marx; Eseguita da Y&D Orchestra